# Wäschberg
Der Wäschberg ist ein 401,7 Meter hoher Berg im unteren Osterzgebirge nordwestlich von Bräunsdorf im Landkreis Mittelsachsen in Sachsen, Deutschland.
Der Berg besteht zum überwiegenden Teil aus Glimmerschiefer, in seinen Ausläufern geht er in südöstlicher Richtung in Biotitgneis, in nordwestlicher Richtung in Grauwacke über und stellt somit einen Teil des Randbereiches des Erzgebirges hin zum sächsischen Lösshügelland dar. 
Der Wäschberg liegt im Einzugsgebiet der Großen Striegis und wird überwiegend ackerbaulich genutzt, nur am stark geneigten bis steilen, westlichen, dem Striegistale zugewandten Hang wird er forstlich genutzt. Auf der Spitze des Berges befindet sich ein trigonometrischer Messpunkt und der Bräunsdorfer Wasserturm. 

## Bräunsdorfer Wasserturm

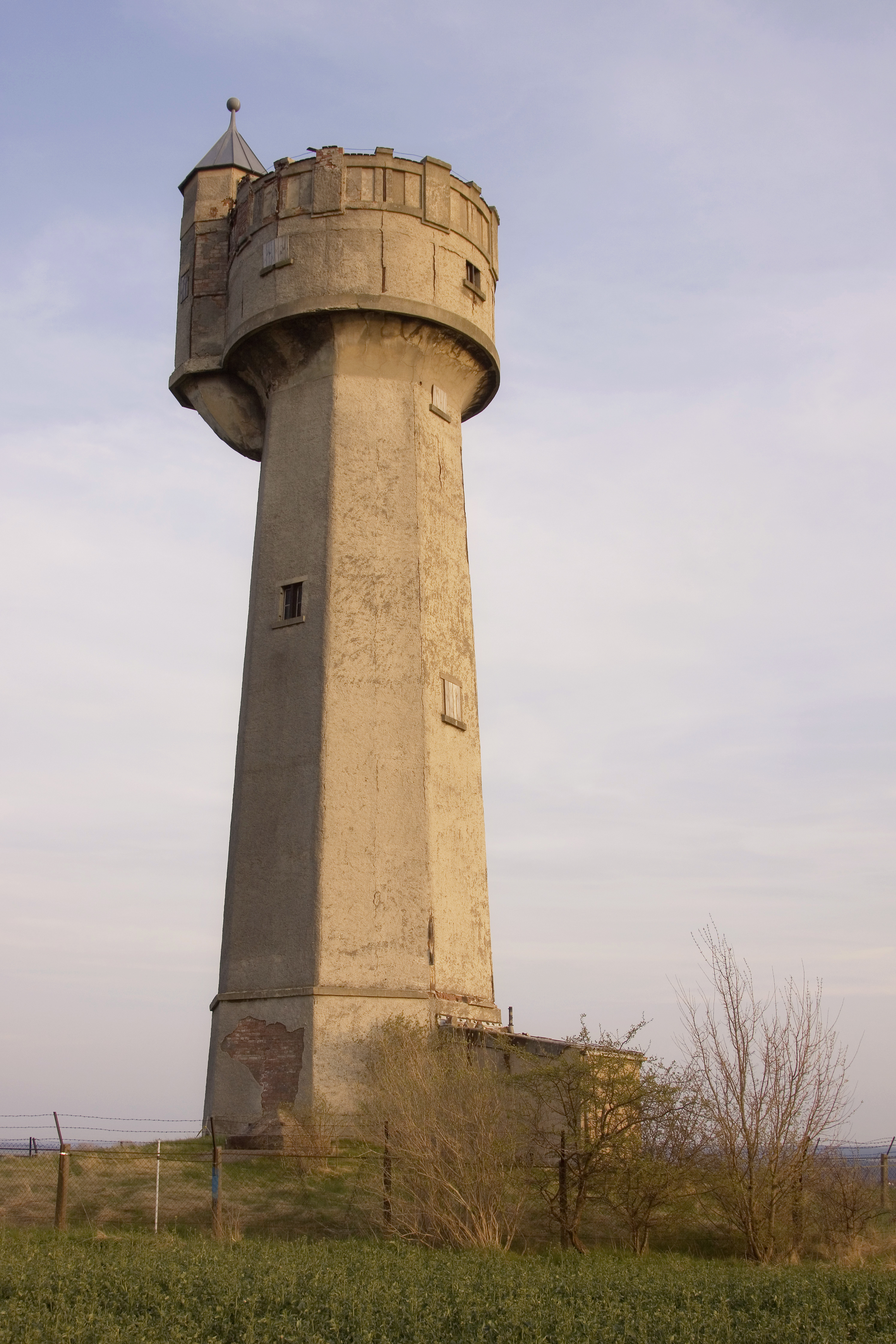
Bräunsdorfer Wasserturm

Der Bräunsdorfer Wasserturm besitzt eine Höhe von 25 Metern bzw., einschließlich des angebauten Türmchens, von 29 Metern. Der Turmdurchmesser beträgt am achteckigen Fuß sieben Meter, in 18 Meter Höhe noch 5 Meter. Darüber folgt der Bereich Wasserspeicherung mit einem Durchmesser von neun Metern. Gekrönt wird der Turm durch eine 30 cm hohe in Schießscharten gegliederte Brüstung und einem seitwärts angebrachten vier Meter hohen Türmchen, welches dem Dachzugang dient. Die zwei vorhandenen Speicherbehälter im Inneren fassen jeweils 30 Kubikmeter Wasser. Der Turm wurde 1906 in Stahlskelettbauweise aus 24 cm starken Stahlträgern errichtet. Zwischen 1910 und 1913 erfolgte eine Ausmauerung der Stahlträgerzwischenräume mit Ziegeln sowie eine Umkleidung und Verzierung mit Rauputz im neoromanisch-historistischen Stil.
Die Wasserzufuhr des Turmes erfolgte aus einem Stollen am östlichen Fuße des Wäschberges und diente der Trinkwasserversorgung der Landesanstalt Bräunsdorf (Erziehungsheim). 1997 wurde die Wasseranlage stillgelegt. Der denkmalgeschützte Turm befindet sich heute in einem desolaten Zustand. Von der Spitze des Wasserturms aus kann man bis zum Leipziger Völkerschlachtdenkmal sowie bis zum Fichtel- und zum Keilberg blicken. 